# ひもろぎ守護神
『ひもろぎ守護神』（ひもろぎガーディアン）は、緋采俊樹による日本の漫画作品。

## 概要
『週刊少年チャンピオン』（秋田書店）にて、2002年34号より2003年36+37号まで連載された。全47話、単行本は全5巻。略称は「ひもガー」「ひもディアン」など。作者の前作『ゲッチューまごころ便』にあった、アシスタントによるオマケ4コマも健在である。タイトルの冠は「不思議もののけ劇場」。作者の緋采は、本作品の終了から2009年の『ゲッチューまごころ便』読切執筆までの約6年間、漫画活動から遠ざかることになる。

## 登場人物
聖舞咲（ひじり まさき）
神様や幽霊が憑きやすく、さらに憑依した神様を従わせることのできる「ひもろぎ」体質な少女。正確には「どんな魂も受け入れてしまう体質」。だが本人はいたって普通な小学5年生の女の子である。その一方、後述のカッパとの対決時にエアを使役した際など、怒らせると怖い一面も見せる。その体には、自分の誕生と同時に死亡してしまった兄の勝己が同居しており、舞咲が物心つく前から舞咲や親友の愛梨を守ってきた。手のひらの傷は、崖から落ちそうになった愛梨を勝己の人格が助けようとしてついたもの。勝己の人格が表に出ている間の記憶は舞咲には無いが、天国にチャンネルを開けられてからは対話が可能になった。勝己の存在を意識した当初は、風呂やトイレを覗かれていたり、無断で体を使われたりした事に対する嫌悪感や怒りしかなかったが、優一が強制的に勝己を表にし続けて生活させたことにより、兄に対して心を開き、完全な共存が可能になった。物語の後半では、兄を生き返らせるための蘇生の神様や、自らを守ってくれる強い神（のぞき防止のため女性限定）を探すこととなる。
後述の愛梨に対して年相応というか、きわめてスレンダーな体型だったが、神社の守り神となると決めた勝己が身体から抜けた後はそれなりに成長したとは勝己の弁。
聖勝己（ひじり まさき）
妹の舞咲の誕生の直前に交通事故に遭い、死亡してしまったが、そのまま会いに行ったため、舞咲の一部として再び蘇った。彼が表に出ている間は2人分の力を発揮したり霊体に触れたりできるが、そのための疲労も尋常では無い。舞咲が風呂やトイレ、プールなどに入る際には、覗き防止のために人型の紙に入れられて結界代わりにされる。後半では舞咲の体を借りて結界の中で修行を行っており、その際、舞咲は神探しをしている協力者と同行するために意識を前述の紙型を改造した物に入れている（舞咲自身は当初は嫌がっている節があったが、後に慣れる）。最終回では聖家の近所にあり、天国たちが拠点にしている神社の守り神となるための決心をする。
藤崎愛梨（ふじさき あいり）
舞咲の幼馴染で、勝己に恋する小学5年生の女子。非常にグラマーである。口調は少々荒く一人称は「オレ」で、天国の実家から金になりそうな物品（実際は呪いの品）をくすねてくるなど中々に逞しい。後にビンの加護を得て、霊に対しての耐性を持つ。
勝己が神社の守り神となることを決意したのに合わせて神社の巫女になる。
榊天国（さかき まほろば）
父と共に全国を旅して、極上の「まほろば」を手にするための金を稼ぐ小学5年生の少年。社名は「まほろば守護社」で、拠点は聖家の近所にある神社。依頼主から送られてくるデジタルカメラの心霊写真をキロバイト50円で鑑定・除霊したり、勝己を入れる人型の紙を1枚100円で舞咲に売ったりと、金に関してはかなりの守銭奴。金を取るだけあって、その霊力は確かなものである。作者の前作『ゲッチューまごころ便』の登場人物である佐古田優二に似ているが、その理由は最終巻の巻末おまけマンガでネタにされて明らかとなった（後述）。「まほろば」という字は「真秀良場」と名付けられる予定だった。
榊優一（さかき ゆういち）
天国の父。天国と共に全国を旅していたが、マサキたちと出会ってからは神社を拠点としている。飄々としていて、いつもにこやかな人物。榊家の婿養子で元一般人だが、霊力はある。旧姓は佐古田（さこた）で、『まごころ便』に出てきた佐古田優二の実兄であることが最終巻おまけマンガで明らかにされた。妻で天国の母・未千子が自分に冷たい態度を取るのは、「世界で唯一あられもない姿を知っているから」らしい。4巻の裏表紙は作者いわく「妖精さんのイタズラ」。
牧村櫂（まきむら かい）
霊能者の多い牧村一族の男性。舞咲の「ひもろぎ」の体を狙うためにラクロス姿で深夜の聖家を襲来した。「ひもろぎ」を狙ったのは自分を庇って死んだ友人を不老不死にして目の前で自殺するため。しかし、天国らの助けによって失敗し、その後は天国の仕事や舞咲の神様探しの手伝いをしている。ラクロスのラケットで魂を抜き取ることが可能で、ナイフの扱いにも長ける。初登場時が一番雄弁だった。名前の由来は偶然TV通販に映っていた「かいまき」から。
浜田先生（はまだせんせい）
舞咲たちのクラスの担任。アバウトな性格をしている。
桑田良男（くわた よしお）
舞咲と同じクラスの少年で、美男子だが気弱。愛梨に恋心を抱いているが、勝己一筋な愛梨にはその想いは届かない。悪霊に取り憑かれたり、化け猫を拾ってきたりと出番は多い。
和雄（かずお）
舞咲たちのクラスメイト。ある時、突然二人に分裂してしまう。
校長先生（こうちょうせんせい）
舞咲たちの通っている学校、曙第三小学校（あけぼのだいさんしょうがっこう）の校長。既婚者。趣味は園芸で、花の精霊に好かれるほどの土いじり好き。その花好きが仇となって不倫疑惑をかけられてしまった。本名は鈴木（すずき）だが、その理由は浜田先生の略称が「ハマちゃん」だったため。
銀ちゃん（ぎんちゃん）
勝己の常連のおでん屋台の主人。顔は強面だが根は優しい。当初は勝己が表に出ている時の舞咲としか会っておらず、彼女を男だと思っていた。
吉岡先生（よしおかせんせい）
浜田先生の同期だが、性格は正反対で非常に生真面目な性格。言うことは全て正論であり、幽霊の類は実際に目で見たとしても存在を認めない。その精神力は凄まじく、気迫だけで霊を払ってしまうほど（ただし本人は霊とは思っていない）。少々固いようにも思えるが、生真面目さは全て生徒のことを第一に考えるゆえである。
榊未千子（さかき みちこ）
天国の母で、優一の妻。榊家の当主。天国を連れ戻そうとしたが、舞咲のひもろぎの力とビンの説得により引き下がった。天国のことは時期当主として敬うが、優一には口調が厳しい。天国の写真を収めたアルバム「妾の天国様」（全3巻）を持っている。
お姉さん
舞咲の体を狙い、給食のオバちゃんに変装して学校に侵入した。かなりの実力を持つ霊能者。櫂の術で動きを封じられ、警察に連行された。
よう
勝己が紙型に入って一人で出かけた時に出会った幼稚園児の男の子。勝己のことを「むし」と呼ぶ。日中は仕事に出ている母親の気を引くためにオモチャを壊したり、わざとおやつを落としたりしていた。だが、むし（勝己）を壊してしまったこと（紙型なので本体に戻っただけだが）を後悔し、大切にすること、されることの幸せを知った。
マサキの母
マサキの母親。右目に泣きボクロがある。
マサキの父
マサキの父親。第1話の1コマ目に登場したが、その後の出番は少ない。自分のせいで勝己が死んでしまったと思っていた。

## 神・霊・妖怪
ビン
天国の知り合いの貧乏神。その見た目は貴族風。金に執着するあまりに、大切な人の存在を忘れている人間に取り憑く。戦闘力は無いが、ある程度の結界ならば張ることができる。元々は人間だったが、病死している。また、料理が苦手。
雨月（うげつ）
マサキが榊家から持ってきた小壺に400年間封印されていた死神で、相手の魂を刈り取って殺す能力と飛行能力を持つ。木の根から発生しており、過去に無自覚に死ぬ運命ではない人を殺したために封印された。舞咲によって再封印を免除してもらったため、舞咲を慕っている。
エア
空気を操ることのできる神。性別はなく、見た目はクリオネに近い。カッパの守っていた神様の「種」ある山奥の湖にいた。名付け親は舞咲だが、勝己いわく「安直すぎてツッコム気にもなれない」らしい。
霊
マサキたちが林間学校の肝試しで訪れた寺にあった骨壺に封印されていた霊。良男によって封印を解かれ、生徒たちの生気を食らっていった。良男に取り憑いていたが、舞咲の体を借りた勝己の活躍によって再び封印（＝収納）された。
理科室の幽霊
理科室で標本にされていたネズミたちの霊。その可愛らしさから舞咲に惚れられる。人体模型に憑依するなどの怪現象を起こし紙型に封じられるが、紙型の数が足りなかったため、標本ごと燃やされて成仏。
浮遊霊くん
勝己がある夜に出会った浮遊霊で、見た目は若いが101歳で死亡している。
地縛霊の女性
自殺をしたために何度も轢き殺される「同じ苦しみ」を受けていた霊。マサキの持っていた紙人形のおかげで成仏した。
山根のおじいさん
ヨシリン（吉岡先生）が勝手に決めつけただけで、実際は別人の霊。ヨシリンのクラスの生徒である山根の家の辺りに昔から住んでいた。ヨシリンの気迫と説教により、成仏してしまった。
花の精霊
曙第三小学校の花壇の花に宿る精霊たち。園芸好きな校長先生のことを気に入っている。
化け猫
元々は普通の猫だったが、人間に捨てられて餓死した怒りと憎しみにより、化け猫となった。そのことを知らない良男に拾われ、良男と両親の生気を食らったが、マサキの紙人形で成仏し、良男に供養された。
草の神・石の神・台所の神・トイレの神
どんなモノにでも神様はいる、という例として挙げられた。台所の神様は曙第三小の給食室にもいるらしい。
火の神・水の神・剣の神・電気の神
舞咲を守るための「強い神」の例として挙げられた。
勝負運の神
勝負運を司る砂尾神社の女神。マサキたちには協力的だったが、手伝う条件が「櫂のぬくもりを体で感じること」だったために却下された。
お母さん
天国に依頼をしてきた生徒の母で、故人。悲しみに暮れる娘を励ますためにアニメ「モン吉モンチャ」のキャラクターであるモン吉のお喋り人形を使って語りかけたが、逆効果だった。
家に憑くモノ（名称不明）
非常に強い怨念を持つ悪霊の群れ。マサキたちが先に向かっていると勘違いして迷い込んでしまった愛梨を助けるために、マサキは単身で悪霊が巣食う家に乗り込んでいった。愛梨を取り込むが救出され、全て天国たちに除霊された。
子宝・安産の神
子宝や安産など、女性を幸せにしてくれる梅花神社の女神。6本の腕は数多の子供に幸せをもたらすという。
コートのおっちゃん
銀ちゃんの母親の作ったおでんがあまりにも美味しかったために、死後も屋台に通う霊。マサキの体を借りて銀ちゃんのおでんを食べたが、母親の味とはまったく似ていなかったらしい。
銀ちゃんの母
銀ちゃんの母親で、故人。銀ちゃんのおでん屋台は彼女の形見である。
ドッペルゲンガー
マサキたちのクラスメイトである和雄が、ある朝目覚めたら2人になっていた。2人の仲は良かったが、分かれたままだと和雄の本体が衰弱し最悪死に至ってしまうため、もう一人の和雄は戻ることを決意する。
香龍（こうろん）
榊家に仕える式神。天国と優一に伝言を伝えに来た。
風神（ふうじん）
未千子と「契約」している神。龍のような姿をしており、風を自在に操ることができる。
針子ばば（はりこばば）
栃木の山奥に住む妖怪。死んだ人間に魂を戻し、縫いつけることで生き返らせる。新鮮な体と魂の両方が無いと蘇生はできない他、自身が死んだ場合の蘇生は不可能。初対面のマサキたちを襲撃するも、櫂により右耳を切断された上、彼女から勝己を蘇生できるのか聞き出そうとした天国らに痛めつけられた。挙句、危険な妖怪だったこともあり岩に封印された。
針子ばばの下僕
針子ばばによって無理矢理生き返らされた人間で、計5体が登場。針子ばばには物程度にしか扱われていない。雨月により肉体から解放された。
カッパ
山奥の湖で神様の「種」を守っていた妖怪。頭髪を自在に伸ばしたり、「種」の力を借りることで水や水圧をも操る。「種」を手に入れようとするマサキたちを阻もうとするも、エアの力によって自身の気圧を操られて敗れる。エアが仲間になった事で「種」が必要なくなり、「種」にカッパの湖を守りたい気持ちを伝えた事で、舞咲たちと和解した。実は蘇生の神の友。
蘇生の神
元々はカッパの住む湖の近くで生まれた神だが、現在はイタリア・ローマの高級ホテルに住んでいる。紳士的な態度ではあるが、マサキたちの蘇生してもらう願いを聞き入れてはくれなかった。その理由は主（別のひもろぎ）の命により世界中の蘇生の神がローマに集められ、蘇生術の使用を禁じられているためである。だが、想い通りの転生をするお手伝い程度ならば協力することを約束してくれた。
ひもろぎさま
聖家の近所にあり、天国たちが拠点にしている神社の御神木。守り神になることを決意した勝己の依り代となる。言葉を発したことは無いが、ほぼ神と言っていいレベルにまで進化している存在。

## 雑学・小ネタ等
紙型の呼び名の変遷
これ（7話）→人型（12話）→紙（14話）→紙人形（15話）→紙型（24話）
物語の舞台
24話で砂尾神社に向かう際の出発駅で見た路線図が東京近郊。
30話で天国と舞咲が立ち寄った駅は「曙町駅（あけぼのちょうえき）」。
38話（針子ばば編）で「栃木は結構な長旅」「弁当を買うにはまだ早い、東京駅で買ったらどうか」的な台詞がある。
まほろば守護社料金表
除霊・入霊：1回3万円（学割）
紙型：1枚100円（使い捨て。原材料は学校の備品から拝借しているので、実際には原価0円）
心霊写真除霊：デジタル画像の場合は「キロバイト/50円」
マサキ入れ替え：5000円